# 다이노하라역
다이노하라역(일본어: 台原駅)은 일본 미야기현 센다이시 아오바구 다이노하라신린코엔에 있는 센다이 시 지하철 난보쿠 선의 역이다. 역 번호는 N 05이다.
버스의 환승 지정역이다.

## 역 구조
- 섬식 승강장 1면 2선의 지하역이다. 아사히가오카 역 방향에 건늠선이 있다.
- 지상에 버스풀이 있다.

### 타는 곳
| 1 | ■ 난보쿠 선 |  | 센다이・도미자와 방면 |  |
| 2 | ■ 난보쿠 선 |  | 이즈미추오 방면       |  |

## 이용 상황
- 2015년도
  - 1일 평균 승차 인원: 5,768명[1]

| 연도 | 1일 평균 승차 인원 |
| ---- | ------------------ |
| 2002 | 5,760              |
| 2003 | 5,696              |
| 2004 | 5,577              |
| 2005 | 5,461              |
| 2006 | 5,421              |
| 2007 | 5,373              |
| 2008 | 5,214              |
| 2009 | 5,038              |
| 2010 | 5,622              |
| 2011 | 6,318              |
| 2012 | 5,438              |
| 2013 | 5,527              |
| 2014 | 5,565              |
| 2015 | 5,768              |

## 역 주변
- 명상의 소나무
- 고마쓰시마 공원
- 다이노하라 삼림공원
- 센다이 문학관
- 센다이 기타 우체국
- 센다이 다이노하라 우체국
- 센다이 시립 다이노하라 초등학교・중학교
- 도호쿠 의과 약과 대학 본부 캠퍼스
- 도호쿠 고등학교 고마쓰시마 캠퍼스
- 센다이 은행 다이노하라 지점

## 역사
- 1987년 7월 15일: 영업 개시.
- 2010년 1월 23일: 스크린도어 사용 개시.
- 2011년
  - 3월 11일: 동일본 대지진 발생으로 영업 중단.
  - 3월 14일: 당역 ~ 도미자와 역간 영업 재개. 당역 이북 구간은 대체 버스로 운행이 됨.
  - 4월 29일: 전 노선 복구.
- 2014년 12월 6일: 이쿠스카 도입[2].

## 사진

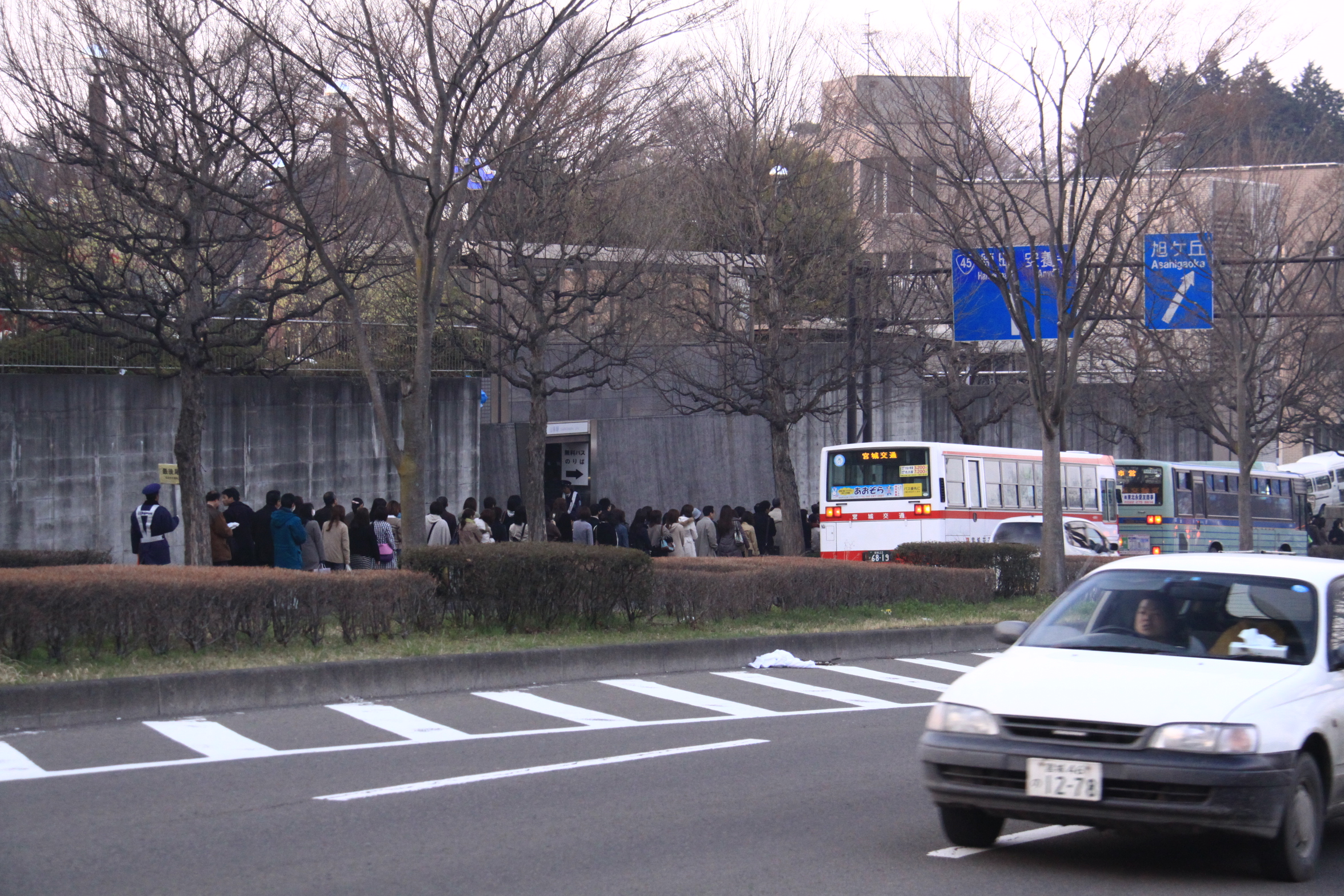
동일본 대지진 발생 시 대행 버스로 대체 수송하는 모습

## 인접역
| 센다이 시 지하철 ■ 난보쿠 선      | 센다이 시 지하철 ■ 난보쿠 선 | 센다이 시 지하철 ■ 난보쿠 선  |
| --------------------------------- | ---------------------------- | ----------------------------- |
| N 04 아사히가오카 이즈미추오 방면 |                              | 기타센다이 N 06 도미자와 방면 |